# Lanarkshire

Karte von Schottland. Lanarkshire hervorgehoben in rot.

Lanarkshire (schottisch-gälisch: Siorrachd Lannraig) ist eine der traditionellen Grafschaften von Schottland. Sie liegt in den Central Lowlands.

## Lage
Historisch umfasst Lanarkshire Glasgow und sein südöstliches Umland. Es grenzt im Norden an Dunbartonshire sowie Stirlingshire, im Nordosten an West Lothian, im Osten an Peeblesshire, im Süden an Dumfriesshire und im Westen an Ayrshire sowie Renfrewshire. Historische Hauptstadt und namensgebender Ort war die Stadt Lanark.

## Bergbauindustrie
1841 gab es in Lanarkshire 7226 Kohlearbeiter (das entspricht 44 % aller damals in Schottland arbeitenden Kohle-Bergleuten). Zwischen 1880 und 1914 war der Kohleabbau eine stark wachsender Wirtschaftszweig in der Gegend um Lanarkshire. Zu dieser Zeit waren die Arbeitsbedingungen sehr schlecht. Nachdem die Minen weniger Kohle förderten, wurden Löhne gesenkt, um die Kosten niedrig zu halten. 1880 gab es einen sechswöchigen Streik, der niedergeschlagen wurde. Nach weiteren Streiks in der Region wurden die ersten Gewerkschaften gegründet.

## Verwaltungsgeschichte
Lanarkshire war seit 1890 eine schottische Verwaltungsgrafschaft mit Verwaltungssitz in Hamilton. Die Stadt Glasgow gehörte nicht zur Verwaltungsgrafschaft Lanarkshire. 1975 ging Lanarkshire verwaltungstechnisch in den Districts Clydesdale, East Kilbride, Hamilton, Monklands und Motherwell der Region Strathclyde auf. 1996 wurden die Regionen und Districts in Schottland abgeschafft und durch 32 Council Areas ersetzt. Auf dem Gebiet von Lanarkshire wurden dabei die Council Areas North Lanarkshire und South Lanarkshire eingerichtet. Diese beiden Verwaltungsbezirke haben Teile der Verwaltung zusammengelegt. Ausgenommen ist davon teilweise Rutherglen und dessen Umgebung.
Lanarkshire (ohne Glasgow) ist heute noch eine der Lieutenancy Areas von Schottland.

## Verkehr
Der M74 motorway verbindet Glasgow mit Carlisle. Danach wendet sich die Autobahn Richtung Südosten und fährt durch die Grafschaft Lanarkshire, an den Städten Hamilton und Motherwell vorbei.

## Persönlichkeiten
- Craig Brown (1940–2023), Fußballspieler
- Robert Giffen (1837–1910), Statistiker und Ökonom
- Isabella Graham (1742–1814), schottischstämmige, US-amerikanische Sozialreformerin und Lehrerin
- John Lining (1708–1760), schottisch-US-amerikanischer Arzt und Naturwissenschaftler